# 小柳町 (名古屋市)
小柳町（こやなぎちょう）は、愛知県名古屋市中村区の地名。

## 歴史

### 沿革
- 1934年（昭和9年）11月1日 - 西区稲葉地町の一部により、同区小柳町として成立[1]。
- 1937年（昭和12年）10月1日 - 中村区編入に伴い、同区小柳町となる[1]。
- 1949年（昭和24年）3月30日 - 稲葉地本通・稲葉地町・香取町・鳥居西通の各一部に編入され、消滅[1]。